# B–66 Destroyer
A Douglas B–66 Destroyer egy, a U.S. Air Force taktikai légi parancsnoksága által üzemeltetett könnyűbombázó, amely a United States Navy A–3 Skywarriorján alapszik. A Douglas A-26 Invader leváltására szánták a típust. Egy RB–66 fotófelderítő változatot is rendeltek a repülőgépből. A B–66 megőrizte az A–3 háromfős legénységét.

## Története
A B–66 Destroyer tervezése azzal az alapötlettel indult, hogy a U.S. Navy már meglévő Douglas A3D Skywarrior harci repülőgépei alapján minél kisebb áttervezéssel jöhessen létre a U.S. Air Force új bombázógépe. A Douglas B–26 Invader és a Martin B–57 Canberra gépek leváltására szánták a légtérlezáró, a könnyűbombázó és a felderítő feladatkörökben. Az eredeti  szándék ellenére vadonatúj repülőgép jött létre, új szárnnyal, új Allison J71-es hajtóművel és a repülőgép sárkánya is sokban különbözött a Navy Skywarriorjaitól. Az öt, nullszériás RB–66A repülőgépből az első 1954. június 28-án repült először, de az első sorozatgyártású repülőgép – és egyben a típus legfontosabb alváltozata – az RB–66B éjszakai fotófelderítő gép volt. Erre a típusra különböző kamerákat és erős fényt adó villanóbombákat helyeztek. 
A típust 1956 januárjától vették át a U.S. Air Force első egységei az Egyesült Államok területén. Néhány gépet átadtak a RAF angliai Sculthorpe-ban és a nyugat-németországi Sembachban és Spangdahlemben állomásozó századainak is. A Destroyerek közül csak a B–66B-ket gyártották kifejezetten bombázógép változatban, amelyek nukleáris és hagyományos bombát egyaránt hordozhattak. A repülőgépek többségét Angliában állomásoztatták egészen az 1962-es kivonásukig. Ezt követően 13 repülőgépet az elektronikus ellencsapások céljára alakítottak át. Ezeket „Brown Cradle” (Barna bölcső) néven 1966 júniusától vetették harcba Délkelet-Ázsiában. Az RB–66C elektronikus felderítő és rádiózavaró gép 1958 októberében repült először, és a 36 példányban elkészült típust Vietnámba küldték a harci egységek támogatására, majd 1967-től a rádióadások zavarására. Ezeket a gépeket 1966-ban EB–66C változatúvá alakították át, míg a „Brown Caddle” repülőgépek EB–66B jelzéssel repültek tovább. 
Vietnámban akkora szükség volt a rádiózavaró gépekre, hogy a megmaradt RB-66B-ket is hasonló célra képezték ki EB–66E jelzéssel, és ezzel létrejött az eddigi legnagyobb kapacitású elektronikus hadviselésre szánt Destroyer változat. Az utolsó 36 sorozatgyártású gép a WB–66D szériához tartozott. A harci időjárás-felderítő repülőgépeken megtartották a korábbi bombatér helyébe épített központi kabint, ahol a rendszerkezelők ültek. Ezt a megoldást még az RB–66C gépeken vezették be. Összesen 293 Destroyert gyártottak, de jóval a gyártósor bezárása után a Northrop cég két gépet X–21A jelzéssel átépített a lamináris szárnyakkal való kísérletek céljára. A repülőgépekre új szárnyat terveztek, amelyeket már nem terheltek a hajtóművel és a gondolával, hanem az új, XJ79-es hajtóműveket a törzs végére szerelték. A U.S. Air Force 1973-ig tartotta állományában az utolsó Destroyereket.

## Üzemeltetés

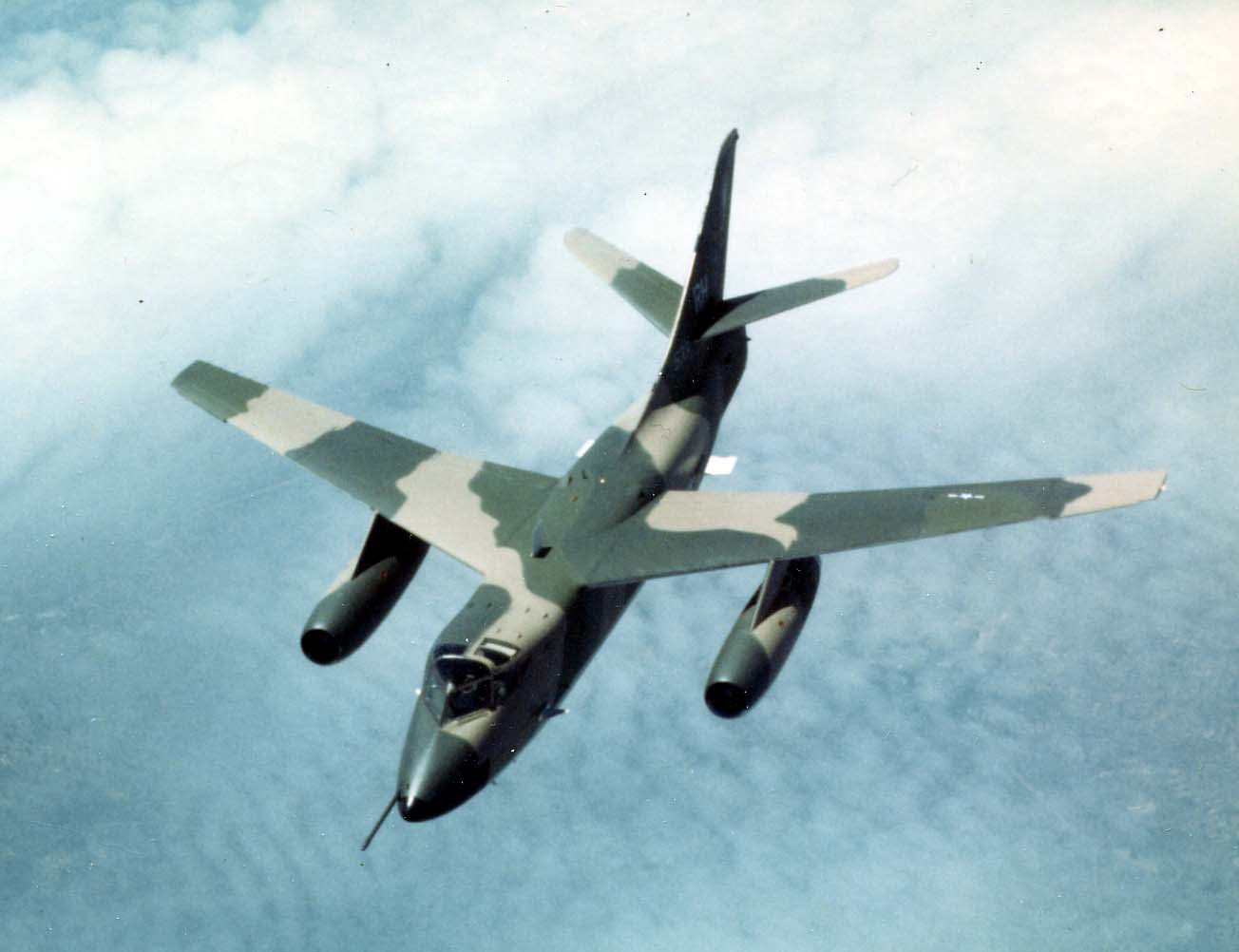
Douglas EB–66E Destroyer repülés közben.

Az első 145 legyártott modellt 1956-ban kezdték szállítani a U.S. Air Force számára. Ebben az időben az RB-66 repülőket használták fő éjszakai fotófelderítő gépként. A B–66B bombázó változatból összesen 72 darab készült, a tervezettnél 69 darabbal kevesebb. Tizenhárom B–66B repülőgépet később EB–66B rádiózavaró típusra módosítottak, majd a vietnámi háborúban vetettek be. A U.S. Navy A–3 Skywarriorjaivel ellentétben, melyek részt vettek néhány bombázó küldetésen is, a Destroyereket nem vetették be bombázóként Vietnámban.
Az RB-66C egy specializált elektronikus felderítő és ECM-repülőgép hétfőnyi személyzettel, beleértve egy elektronikus hadviselés-szakértőt is. Összesen 36 ilyen repülőgép készült, a kiegészítő személyzetet a bombatérben szállásolták el. Ezeket a gépeket Kuba közelében használták a kubai rakétaválság idején, majd később Vietnám felett.
1964 március 10-én egy, a 19. TRS kötelékébe tartozó RB–66C repülőgép légifelderítő küldetésre indult a franciaországi Toul-Rosières légibázisról, mikor iránytűhiba miatt átlépte Kelet-Németország határát, majd egy szovjet MiG–21-es vadászgép lelőtte. A személyzet sikeresen kiugrott a gépből, de elfogták őket.
Az EB–66C/E repülőgépeket 1975-ben vonták ki a U.S. Air Force hadrendjéből, majd a legtöbb példányt kiselejtezték, vagy raktárba helyezték későbbi kiselejtezés céljából. Egy RB–66B repülőgép látható a daytoni National Museum of the United States Air Force múzeumban kiállítva, Ohio államban. További kiállított példányok találhatók a következő helyeken: Shaw légibázis, Dél-Carolina; Lackland légibázis, Texas; Robins légibázis, Georgia; Dyess légibázis, Texas; Chanute Aerospace Museum, Illinois és Pima Air and Space Museum Tucson, Arizona.

## Változatok

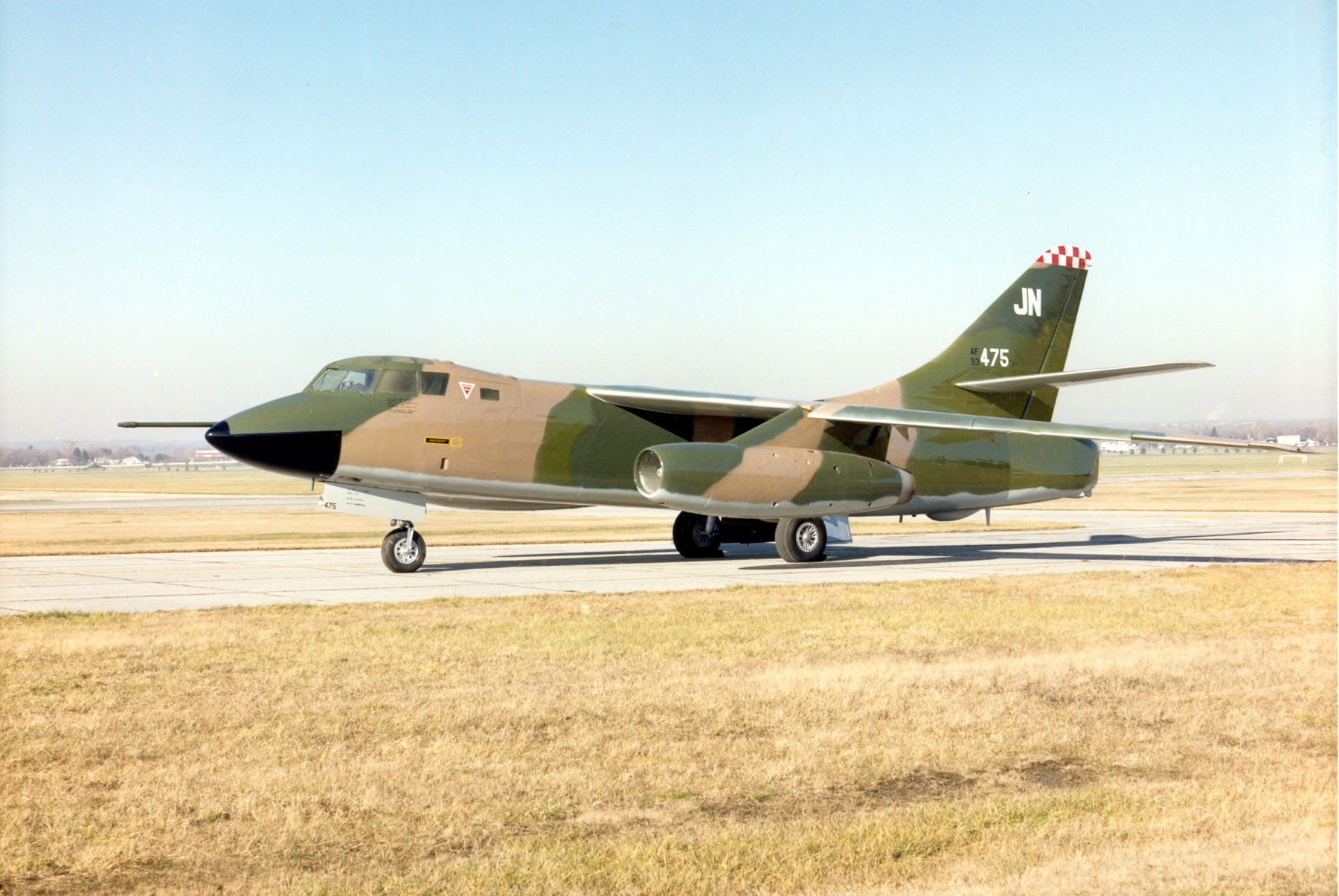
Douglas RB–66B Destroyer

- RB–66A – (Douglas Model 1326) Minden időjárásban használható fotófelderítő változat, öt darab készült.
- RB–66B – (Douglas Model 1329) Az RB–66A változata  J71-A-13 hajtóművekkel, 149 darab készült.
- B–66B – (Douglas Model 1327A) Az RB–66B taktikai bombázó változata, 72 darab készült.
- NB–66B – Egy B–66B típust használtak tesztelésre és egy RB–66B típust használtak az F-111 radar próbáira.
- RB–66C – A RB–66B elektronikus felderítő változata, további hely biztosításával a négy műszerkezelő számára, 36 darab készült.
- EB–66C – Négy RB–66C típus fejlesztett elektronikus hadviseléshez szükséges felszereléssel.
- WB–66D – Elektronikus időjárás-felderítő változat, a személyzeti fülkét módosították két megfigyelő számára, 36 darab készült, ebből kettőt később módosítottak X–21A típusra.
- EB–66E – Az RB–66B specializált elektronikus felderítő változata.

## Műszaki adatok (B–66)

### Geometriai méretek és tömegadatok
- Hossz: 22,91 m
- Fesztávolság: 22,10 m
- Magasság: 7,2 m
- Szárnyfelület: 72,5 m²
- Üres tömeg: 19 300 kg
- Normál felszálló tömeg: 26 200 kg
- Maximális felszálló tömeg: 38 000 kg

### Hajtóművek
- Hajtóművek száma: 2 darab
- Típusa: Allison J71-A-11 vagy Allison J71-A-13 gázturbinás sugárhajtómű
- Maximális tolóerő: 2×45 kN

### Repülési adatok
- Legnagyobb sebesség: 1020 km/h
- Hatótávolság: 2144 km
- Szolgálati csúcsmagasság: 12 000 m
- Emelkedőképesség: 25 m/s
- Szárny felületi terhelése: 361,4 kg/m²
- Tolóerő–tömeg-arány: 0,35

### Fegyverzet
- 2 darab távirányítású 20 mm-es gépágyú a faroktoronyban
- 6804 kg bomba zárt bombatérben

### Avionika
- APS–27 és K–5 radarok

## Fordítás
- Ez a szócikk részben vagy egészben  a   Douglas B-66 Destroyer című angol Wikipédia-szócikk ezen változatának fordításán alapul.  Az eredeti cikk szerkesztőit annak laptörténete sorolja fel. Ez a jelzés csupán a megfogalmazás eredetét és a szerzői jogokat jelzi, nem szolgál a cikkben szereplő információk forrásmegjelöléseként.